# SMS Saida
SMS Saida, brza krstarica (laka krstarica) klase Novare Austro-ugarske ratne mornarice koja je sudjelovala u Prvome svjetskom ratu. Bio je druga po redu jedinica poboljšanog Admirala Spauna, tj. klase Helgoland i treći brod u klasi potonjeg imena.